# Enos (szympans)

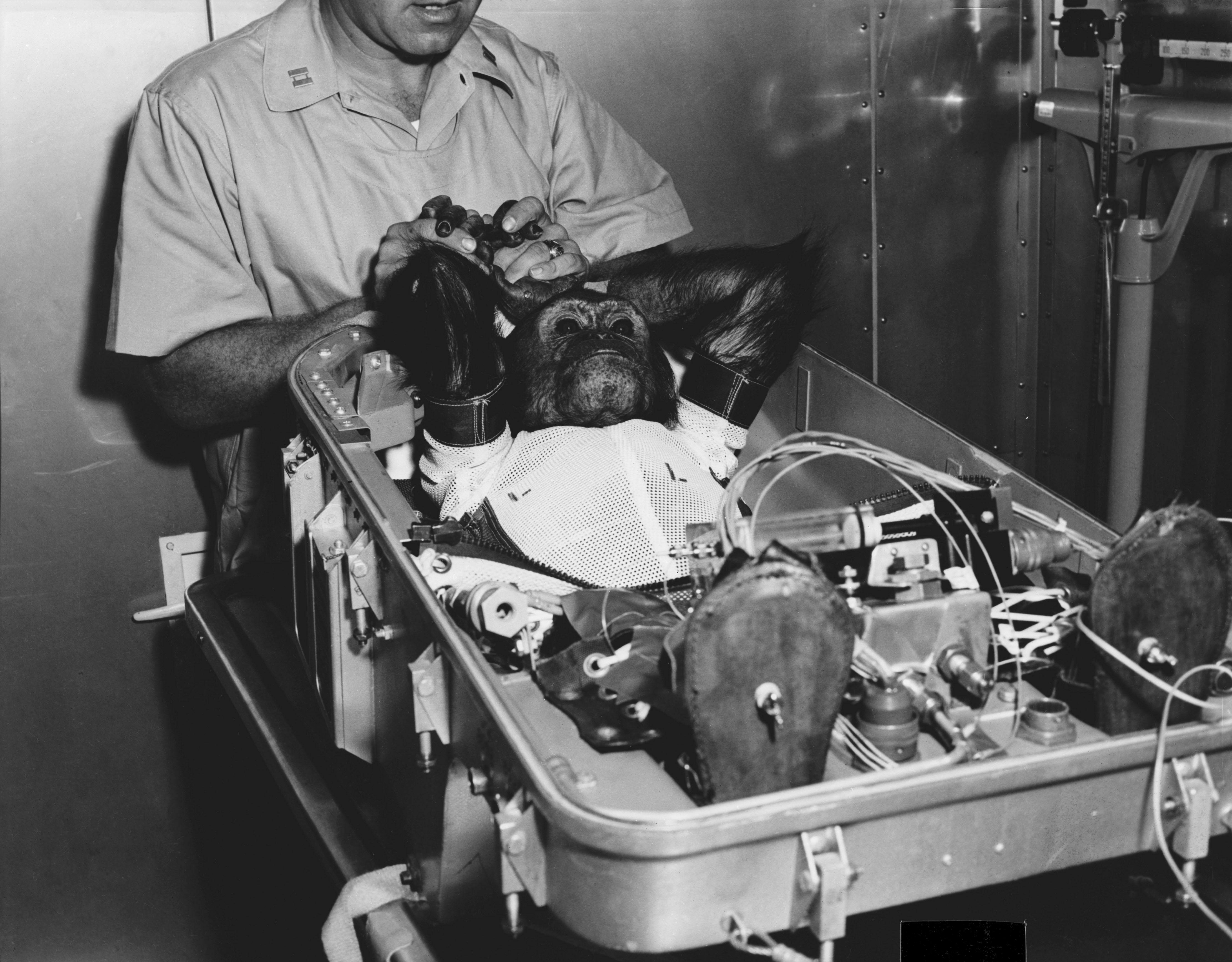
Enos w pojemniku-skafandrze (1961)

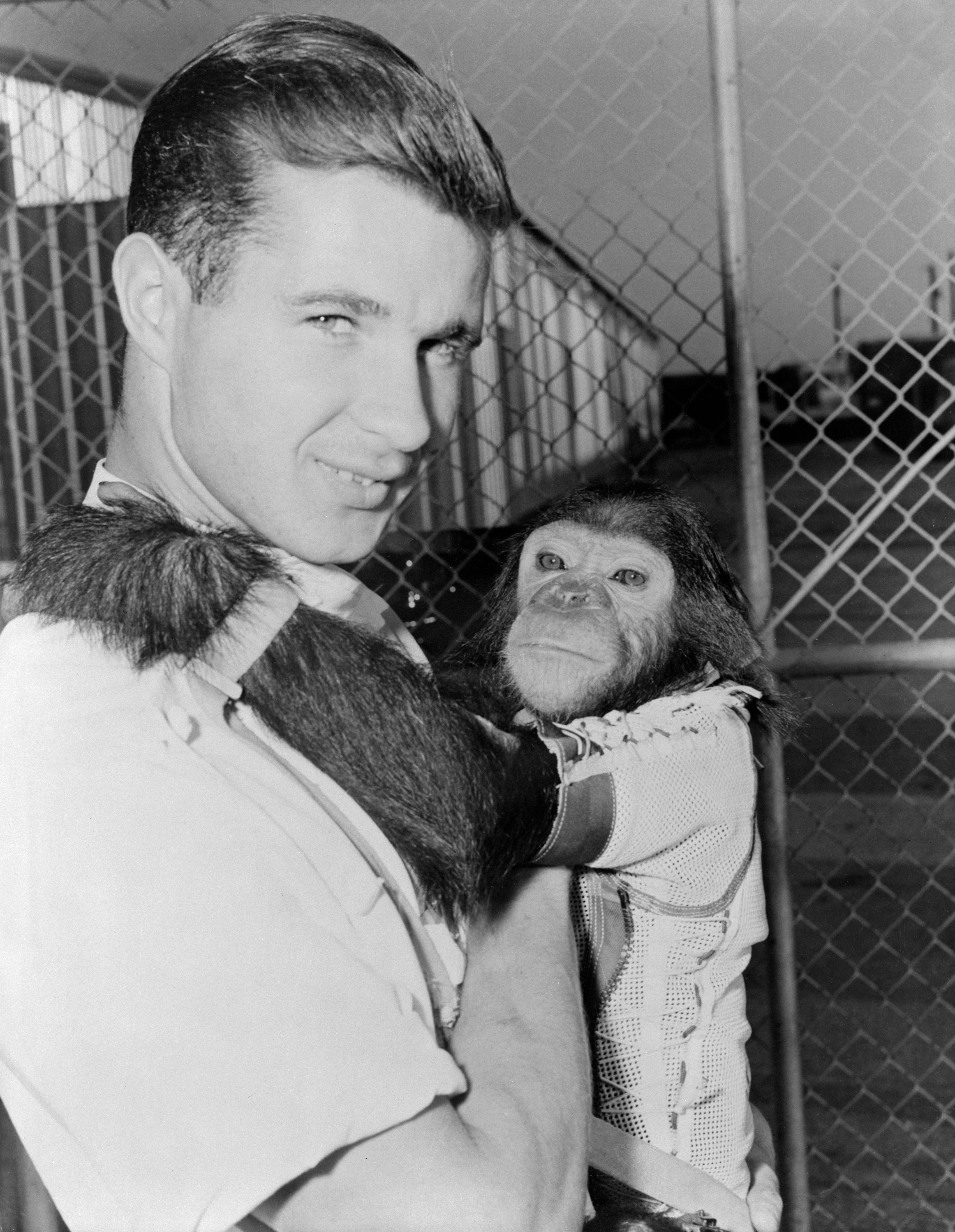
Szympans w ramionach opiekuna, przed lotem

Enos (z hebr. Enosh – człowiek) – szympans, uczestnik trwającego 200 minut lotu orbitalnego Mercury-Atlas 5, który rozpoczął się 29 listopada 1961 roku. Ukończył go lądując u wybrzeży Portoryko, w kapsule Mercury, w dobrej kondycji – według świadków, skakał i biegał po pokładzie okrętu, który wyłowił jego i kapsułę. Potrząsał rękoma ludzi, którzy go wydobyli z kapsuły. Miał wówczas 5 lat i ważył 17 kg. Był pierwszym szympansem, który znalazł się na orbicie okołoziemskiej.
Enos był samcem. Pochodził z Afryki Zachodniej, gdzie został schwytany jako szympansiątko w sierpniu 1956 roku. 3 kwietnia 1960 został zakupiony przez Siły Powietrzne Stanów Zjednoczonych od firmy Miami Rare Bird Farm, wraz ze stadem 65 szympansów nabytych w celu przeprowadzania eksperymentów bioastronautycznych w lotach testowych obciążonych dużym ryzykiem. Początkowo określano go jako szympansa nr 81. Przeszedł ponad 1250 godzin treningów w University of Kentucky i bazie Holloman USAF. Do lotu w misji MA-5 wybrano go trzy dni przed startem. 
Głównym celem misji było wykazanie sprawności kapsuły Mercury'ego w locie orbitalnym. W takiej kapsule miał się odbyć załogowy lot orbitalny Johna Glenna.
29 listopada 1961 rakieta Atlas odpalona z Canaveral wyniosła kapsułę na orbitę okołoziemską o perygeum 158 km i apogeum 237 km. W czasie lotu Enos miał podłączoną aparaturę monitorującą pracę serca, temperaturę ciała, oddychanie i ciśnienie tętnicze. Przez 183 minuty przebywał w stanie nieważkości. Wykonywał różnorodne testy psychomotoryczne, do których był przygotowywany w czasie treningów. Testy polegały głównie na uruchamianiu właściwych przycisków lub dźwigni w ustalonej kolejności. Pomimo wadliwego działania niektórych urządzeń aparatury pokładowej (co objawiało się np. nieplanowanymi elektrowstrząsami) Enos wykonał poprawnie wszystkie zadania. Stwierdzono u niego znaczny wzrost ciśnienia tętniczego, prawdopodobnie z powodu stresu wywołanego lotem i obecnością aparatury.
Planowano trzy okrążenia statku wokół Ziemi. Wadliwe działanie aparatury pokładowej skłoniło kontrolerów lotu do skrócenia misji. Po drugim okrążeniu kapsuła została sprowadzona na powierzchnię Oceanu Atlantyckiego, około 450 km od Bermudów. Po 75 minutach po wodowaniu została wyciągnięta na pokład USS Stormes. Enos został przekazany do bazy Holloman, gdzie poddano go badaniom i bacznej obserwacji.
Dublerami Enosa w locie MA-5, gotowymi do jego zastąpienia, były szympansy: Duane, Jim, Rocky i Ham, który wcześniej brał udział w locie Mercury-Redstone 2. 
Po dwóch miesiącach hospitalizacji, Enos zmarł 4 listopada 1962 w bazie Holloman, w stanie Nowy Meksyk. Przyczyną zgonu była dyzenteria, oporna na ówczesne antybiotyki. Patolodzy nie stwierdzili żadnego powiązania śmierci z odbyciem przez szympansa lotu kosmicznego. Pomimo pionierskiego wyczynu szympans Enos został szybko zapomniany przez media.
| Loty z udziałem szympansa Enosa                                    | Loty z udziałem szympansa Enosa | Loty z udziałem szympansa Enosa | Loty z udziałem szympansa Enosa | Loty z udziałem szympansa Enosa | Loty z udziałem szympansa Enosa |
| №                                                                  | Data startu                     | Data lądowania                  | Statek kosmiczny                | Funkcja                         | Czas trwania                    |
| ------------------------------------------------------------------ | ------------------------------- | ------------------------------- | ------------------------------- | ------------------------------- | ------------------------------- |
| 1                                                                  | 29 listopada 1961               | 29 listopada 1961               | Mercury-Atlas 5                 | Uczestnik lotu orbitalnego      | 3 godziny, 20 minut i 59 sekund |
| Łączny czas spędzony w kosmosie — 3 godziny, 20 minut i 59 sekund. |                                 |                                 |                                 |                                 |                                 |